# Parametrite
La parametrite è una malattia infiammatoria infettiva della regione del bacino circostante l'utero, più precisamente nel parametrio e si distingue in anteriore, laterale o posteriore a seconda della localizzazione rispetto all'utero stesso.

## Eziologia
La parametrite è provocata da batteri penetrati attraverso lesioni del canale genitale o attraverso le vie ematica e linfatica, soprattutto Staphylococcus aureus, Streptococcus ed Escherichia coli. Le forme croniche possono insorgere anche in assenza di infezione conclamata, anche in conseguenza di posizioni anomale dell'utero.

## Clinica

### Segni e sintomi
La malattia si manifesta con:
- febbre elevata
- dolore addominale intenso, localizzato al basso ventre
- stranguria e disuria
- tenesmo rettale defecazione dolorosa

### Esami di laboratorio e strumentali
La diagnosi può essere effettuata mediante un esame ginecologico. La malattia entra in diagnosi differenziale con malattie infiammatorie proprio delle ovaie, delle tube di Falloppio e del cavo del Douglas.

## Trattamento
La terapia si basa sulla somministrazione di antibiotici ad ampio spettro.

### Prognosi
Le forme acute hanno una prognosi ottima, ma in taluni casi possono cronicizzare e dare disturbi persistenti in conseguenza di processi di sostituzione fibrosa.